# Mayamiris
Mayamiris is een geslacht van wantsen uit de familie van de Miridae (blindwantsen). Het geslacht werd voor het eerst wetenschappelijk beschreven door Harry Hazelton Knight en Schaffner in 1968.

## Soorten
Het genus is monotypisch en bevat alleen de volgende soort:

- Mayamiris mexicanus Knight & Schaffner, 1968